# Чжанбэй
Чжанбэ́й (кит. упр. 张北, пиньинь Zhāngběi, буквально: «севернее Чжанцзякоу») — уезд городского округа Чжанцзякоу провинции Хэбэй (КНР).

## История
Уезд был создан в 1914 году и подчинён Специальному административному району Чахар (察哈尔特别区), в 1928 году выделенному в отдельную провинцию Чахар. В середине 1930-х годов эти места были захвачены Японией, которая создала здесь "марионеточное" государство Мэнцзян.
В 1949 году был создан Северочахарский специальный район (察北专区), и уезд вошёл в его состав. В 1952 году провинция Чахар и Северочахарский специальный район были расформированы, и уезд перешёл в состав Специального района Чжанцзякоу (张家口专区) провинции Хэбэй. В мае 1958 года Специальный район Чжанцзякоу был расформирован, и эти земли были подчинены непосредственно администрации города Чжанцзякоу, но в мае 1961 года Специальный район Чжанцзякоу был воссоздан в прежнем формате. В декабре 1967 года Специальный район Чжанцзякоу был переименован в Округ Чжанцзякоу (张家口地区).
1 июля 1993 года город Чжанцзякоу и округ Чжанцзякоу были объединены в Городской округ Чжанцзякоу.

## Административное деление
Уезд делится на 6 посёлков и 14 волостей.

## Достопримечательности
В уезде Чжанбэй находится воинский мемориал советским и монгольским воинам, павшим в при освобождении северо-востока Китая, где погребены 60 советских и монгольских воинов. 